# Teresa & Maria
Teresa & Maria ist ein Lied der ukrainischen Sängerinnen Alyona Alyona und Jerry Heil. Mit dem Titel vertraten sie die Ukraine beim Eurovision Song Contest 2024.

## Hintergrund
Das Lied wurde von Anton Tschilibi und Iwan Klymenko geschrieben, der Text stammt von Aljona Sawranenko und Jana Schemajewa. Es repräsentierte die Ukraine beim Eurovision Song Contest 2024, nachdem es den nationalen Wettbewerb Widbir 2024 gewonnen hatte. Zwar erhielt der Song von der Jury weniger Punkte als der zweitplatzierte, Place I Call Home von Ziferblat, jedoch gewann er mit 61,97 % der Zuschauerstimmen und insgesamt 22 Punkten den Wettbewerb.

## Inhalt
Laut dem Duo will der Song Hoffnung verbreiten, indem er die Heiligenfiguren Mutter Teresa und die Mutter Jesu, Maria, aufgreift; dennoch handelt das Lied nicht direkt von den Personen, sondern diese symbolisieren „charity, love, [and] unification“. Beide Figuren beginnen ihr Leben als Menschen, wodurch davon ausgegangen wird, dass Göttlichkeit innerhalb des Menschlichen existiert.
In anderen Interviews beschrieben die beiden Sängerinnen, dass das Lied den Aufruf zu Selbstverantwortung darstellt, um eine bessere Zukunft zu erreichen, Glück entstehe, wenn man es selbst suche und schaffe. Sawranenko verteidigte Mutter Teresa angesichts von Vorwürfen mangelnder Pflege in einigen ihrer Kliniken: „she wanted people to live, not die, that's all“.

## Beim Eurovision Song Contest

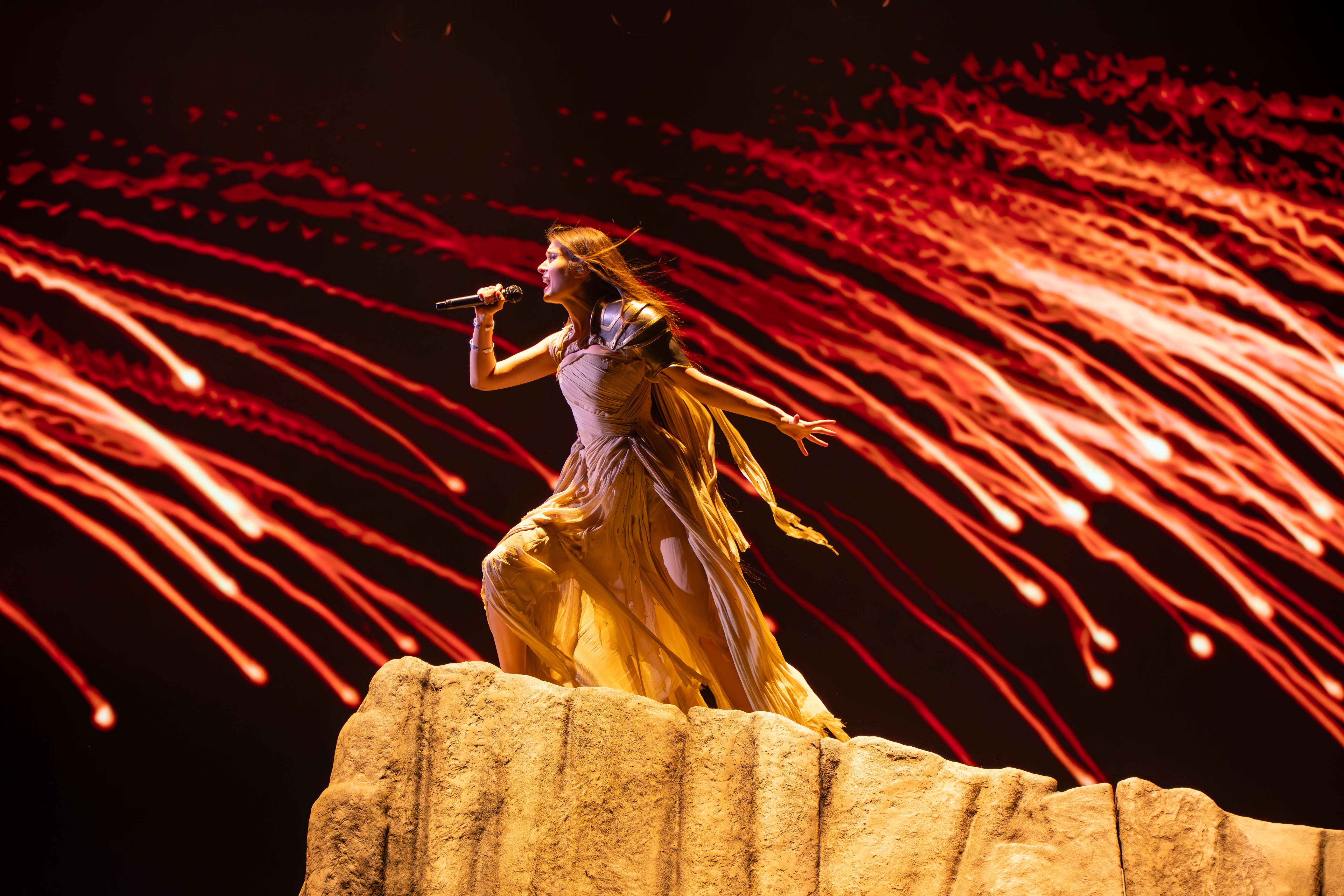
Jerry Heil performt Teresa & Maria beim Eurovision Song Contest 2024

Beim Eurovision Song Contest 2024 in der Malmö Arena in Malmö, Schweden, wurde der Song zunächst im ersten Halbfinale am 7. Mai aufgeführt. Bei der Auslosung am 30. Januar 2024 wurde ihm die erste Hälfte zugelost. Am 26. März 2024 wurde ihm dort der fünfte Startplatz zugeteilt. Er konnte sich auf dem zweiten Platz mit 173 Punkten für das Finale qualifizieren, in dem das Lied auf dem zweiten Startplatz antrat und mit insgesamt 453 Punkten den dritten Platz erreichte. Dabei erreichte es im Juryvoting mit 146 Punkten den fünften Platz und bei den Zuschauern mit 307 Punkten den dritten Platz.

## Kommerzieller Erfolg

### Chartplatzierungen
| ChartsChartplatzierungen     | Höchstplatzierung | Wochen |
| ---------------------------- | ----------------- | ------ |
| Österreich (Ö3)              | 38 (1 Wo.)        | 1      |
| Schweiz (IFPI)               | 18 (3 Wo.)        | 3      |
| Vereinigtes Königreich (OCC) | 100 (1 Wo.)       | 1      |

### Auszeichnungen für Musikverkäufe
| Land/Region         | Auszeichnungen für Musikverkäufe (Land/Region, Auszeichnung, Verkäufe) | Verkäufe |
| ------------------- | ---------------------------------------------------------------------- | -------- |
| Griechenland (IFPI) | Gold                                                                   | 10.000   |
| Polen (ZPAV)        | Gold                                                                   | 25.000   |
| Insgesamt           | 2× Gold ·                                                              | 35.000   |